# 쇼트 SC.1

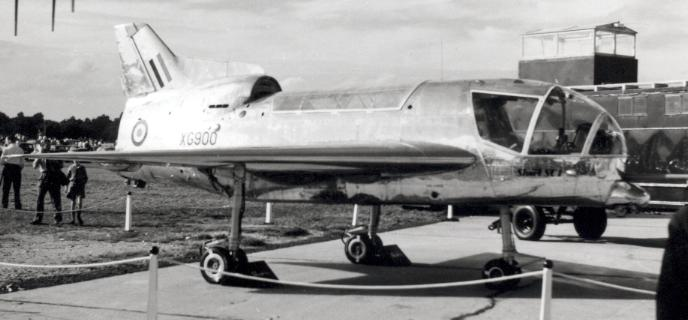

쇼트 SC.1(Short SC.1)는 영국이 자랑하던 비행정의 명가 쇼트 브라더스(Short Brothers) 사에서 1954년부터 개념 설계를 시작하여 3년 후인 1957년 4월 2일에 보스콤 돈(Boscombe Down)에서 처녀비행에 성공한 항공기이다. 날개가 달린 수직이착륙기로서는 영국이 처음 만들어낸 실험기 겸 기술실증기였다. 이 기체는 1955년에 막 개발된 롤스로이스 RB.108(Rolls-Royce RB.108) 터보제트 엔진 5대를 장비하고 있었는데, 각각의 무게가 120 kg에 지나지 않을 만큼 작은 이 소형 엔진은 최대 2,500파운드의 추력을 발휘했다. 이 중에서 4대는 수직이착륙 비행에, 나머지 1대는 수평 비행에 이용되었기 때문에, 이 실험기는 이론상 1만 파운드의 최대이륙중량을 넘을 수 없었다. SC.1은 여러모로 선구적인 비행기로 당시 영국의 항공기술 수준을 엿볼 수 있게 해주는 좋은 예였다. 쇼트 SC.1은 영국 최초의 고정익 VTOL 항공기이자 수직 및 수평 비행 모드를 전환한 최초의 항공기이며, 오늘날 흔히 이용되는 플라이 바이 와이어 제어 시스템을 갖춘 최초의 VTOL 항공기이기도 했다.
SC.1은 수직 비행과 수평 비행의 전환 뿐만 아니라 VTOL 비행에 알맞은 항공기에 관한 소요를 제기한 군수성(Ministry of Supply)의 요청 ER.143T에 대응하여 설계주임 찰스 해튼(Charles Denis Hatton)의 주도 하에 설계되어 단 2대의 시제기만 완성되었다. 1호기 XG900과 2호기 XG905은 1957년과 1971년 사이에 실시된 다양한 비행 테스트에 이용되며 개발자들로 하여금 매우 중요한 기술을 습득하게 했으며 임무에서 물러난 현재는 2기 모두 박물관에 전시되어 있다. SC.1 시험 프로그램의 연구 데이터는 최초의 실용 VTOL 군용기인 호커 시들리 P.1127과 그것을 개선하여 탄생한 호커 시들리 해리어(Hawker Siddeley Harrier)의 실용화에 절대적인 기여를 했다.
이 역사적인 실험기는 2012년 10월에 항공기술과 엔지니어링 분야에서 거둔 성과와 공로를 인정받아 북아일랜드가 수여하는 기술 유산상(Engineering Heritage Award)의 1호를 수여받기도 했다.